# Arroio Trinta
Arroio Trinta é um município brasileiro do estado de Santa Catarina. Localiza-se a uma latitude 26º55'58" sul e a uma longitude 51º20'21" oeste, estando a uma altitude de 840 metros.

## História

### Etimologia
Existe uma certa curiosidade quanto ao porquê do nome "Arroio Trinta". É dito que antes da chegada de um cidadão de outro lugar para Videira (à qual foi pertencente até 1961), embora muito seja muito perto, por fatalidade, era obrigatória a sua passagem em trinta vezes por algum arroio, fazendo com que o município passasse a ser chamado de Arroio Trinta.
Tal iria vir a ser também, e pelo mesmo motivo, o município chamado de Arroio Trinta. Nos primórdios da sua história, era o lugar onde seriam "pousados" os tropeiros: o quilômetro trinta. Esta é a segunda versão pela qual é chamado o município.

### Origens e povoamento
Pelas terras de Arroio Trinta, a partir de meados do século XX, ocorria o trânsito das tropas que comercializavam dentre povoações catarinenses e localidades do Paraná que se espalham em sua maior distância. Entretanto, o primeiro cidadão estabelecido no município seria um caboclo denominado Guilherme.
O município passou a ser colonizado em 1924, por agricultores brasileiros descendentes de imigrantes italianos, que em sua quase totalidade vieram do Rio Grande do Sul.

### Formação administrativa
Distrito em 1934, elevou-se à categoria de município por meio da Lei nº 73, de 15 de dezembro de 1961, com território que se desmembrou de Videira.
A instalação do novo município foi verificada em 30 de dezembro de igual ano. O primeiro prefeito escolhido sob nomeação do governo estadual foi o senhor Vergínio Biava e Irio Zardo foi o prefeito que venceu as primeiras eleições municipais.